# 葉圓魨
葉圓魨為輻鰭魚綱魨形目四齒魨亞目四齒魨科圓魨屬的其中一種，分布於東太平洋美國加州至智利海域及半鹹水域，體長可達25公分，棲息於河口區、海灣，生活習性不明。

## 扩展阅读
維基物種上的相關：葉圓魨